# Gilles Caron
Gilles Caron (8. července 1939, Neuilly-sur-Seine – 5. dubna 1970, Kambodža) byl francouzský fotograf a fotoreportér.

## Životopis
Gilles Caron se narodil v Neuilly-sur-Seine, Hauts-de-Seine, Francie, skotské matce a francouzskému otci, Edouardu Caronovi, manažerovi pojišťovny. Po rozvodu svých rodičů v roce 1946 strávil Caron 7 let na internátní škole v Argentières v Horním Savojsku. Gilles Caron, vášnivý jezdec, krátce zahájil kariéru v koňských dostizích a poté se přestěhoval do Paříže, kde navštěvoval lyceum Jeanson de Sailly. Poté pokračoval ve studiu žurnalistiky na École des Hautes Études Internationales, stále v Paříži.
Od roku 1959 sloužil ve vojenské službě v Alžírsku jako výsadkář ve 3. výsadkovém pluku námořní pěchoty (3e RPIMa). Po téměř 2 letech boje proti válce, proti které se postavil, Caron odmítl bojovat po puči generálů, který byl v dubnu 1961 zrušen pokusem o státní převrat. V důsledku toho strávil 2 měsíce ve vojenském vězení, než dokončil vojenskou službu v roce 1962.
Po návratu do Paříže se Gilles Caron oženil s Mariannou, svou dlouholetou přítelkyní. Spolu měli dvě dcery, Marjolaine (* 9. března 1963) a Clémentine (* 8. prosince 1967).
V roce 1964 Gilles Caron začal spolupracovat s Patricem Molinardem, módním a reklamním fotografem. V roce 1965 nastoupil do APIS (Agence Parisienne d'Informations Sociales), kde se setkal s Raymondem Depardonem, poté pracoval pro agenturu Dalmas. Během tohoto období získal své první hlavní úspěchy jako fotoreportér, jedna z jeho fotografií ilustrovala hlavní článek France Soir (vydání z 21. února 1966, o aféře Ben Barka ). Poté, co Caron opustil APIS a krátce pracoval pro agenturu pro fotografování celebrit, se v roce 1967 připojil k Depardonovi a zakladatelům nedávno vytvořené agentury Gamma.
Následující tři roky Caron fotograficky dokumentoval většinu významných konfliktů na světě v různých zemích.
- Izrael v červnu 1967 během šestidenní války.
- Vietnam v listopadu a prosinci 1967, kde byl přítomen během nechvalně známé bitvy o kopec 875 v Dak To.
- Biafra v dubnu 1968, kam se dvakrát vrátil (v červenci a listopadu téhož roku), kde byl se svým velmi dobrým přítelem Donem McCullinem a kde se setkal s Bernardem Kouchnerem, budoucím spoluzakladatelem organizace Lékaři bez hranic.
- Francie v květnu 1968, stávka studentů v Paříži.
- Mexiko v září 1968, kdy vojáci a ozbrojení muži zastřelili v Mexico City studentské demonstranty několik dní před slavnostním zahájením olympiády.
- Severní Irsko v srpnu 1969 k pokrytí The Troubles.
- Československo v srpnu 1969 k výročí konce Pražského jara rok předtím.

V roce 1970 odešel Gilles Caron do Kambodže poté, co byl král Norodom Sihanouk sesazen Lon Nol dne 18. března 1970. Dne 5. dubna zmizel Gilles Caron na silnici mezi Kambodžou a Vietnamem, kterou ovládali Rudí Khmerové z Pol Potu.

## Výstavy
- Gilles Caron, le conflit intérieur, Château de Tours, Tours, Francie, 21. června - 2. listopadu 2014.[1]